# Esenbeckia fuscipennis
Esenbeckia fuscipennis är en tvåvingeart som först beskrevs av Christian Rudolph Wilhelm Wiedemann 1828.  Esenbeckia fuscipennis ingår i släktet Esenbeckia och familjen bromsar. Inga underarter finns listade i Catalogue of Life.